# Hannah Davis
Hannah Davis, född den 11 augusti 1985 i Adelaide, Australien, är en australisk kanotist.
Hon tog OS-brons i K-4 500 meter i samband med de olympiska kanottävlingarna 2008 i Peking.